# Liste der Botschafter der Vereinigten Staaten in Portugal

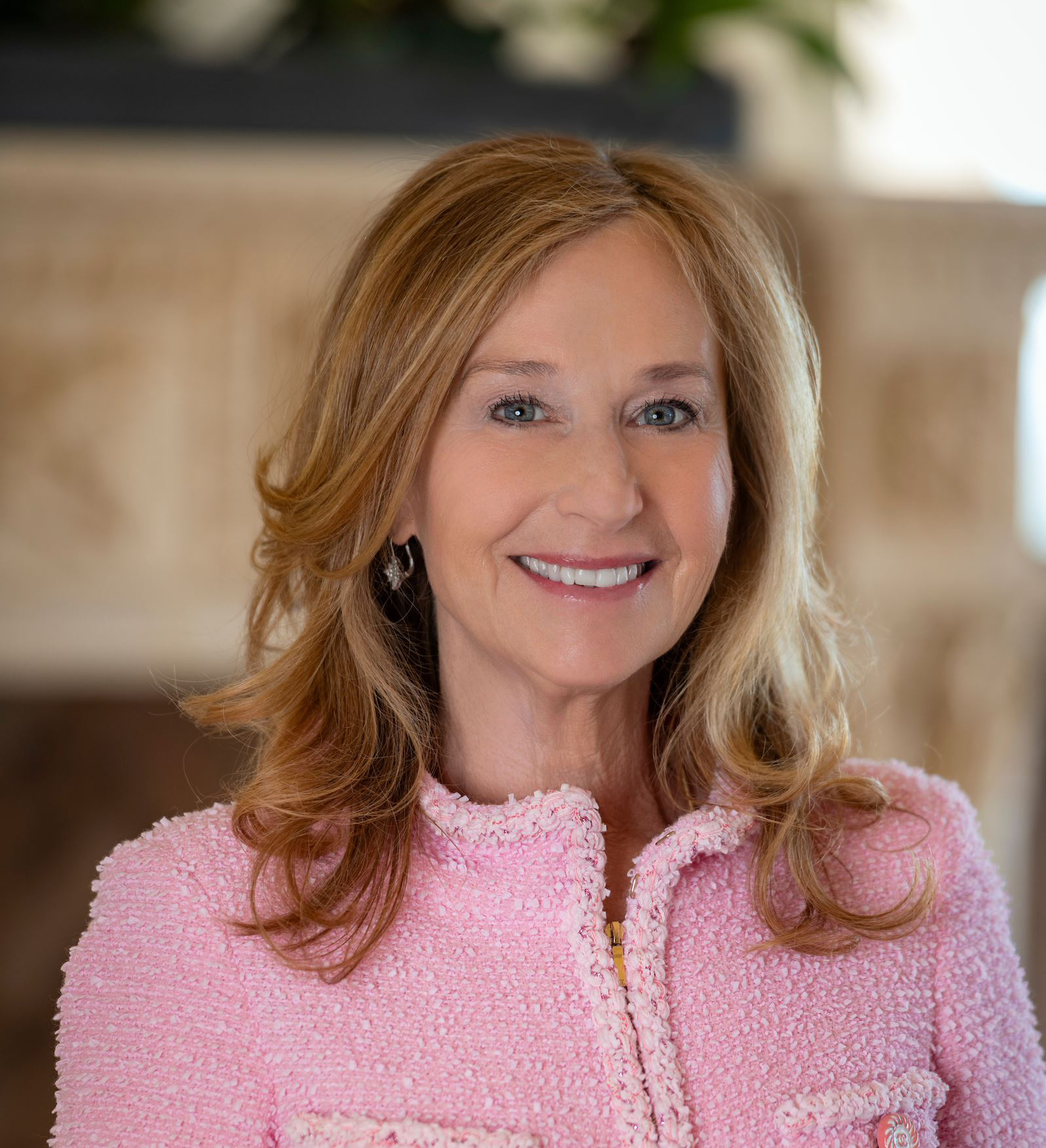
Randi Levine, derzeitige US-Botschafterin in Lissabon

Die Liste der Botschafter der Vereinigten Staaten in Portugal bietet einen Überblick über die Leiter der US-amerikanischen diplomatischen Vertretung in Portugal seit der Aufnahme diplomatischer Beziehungen.

## Botschafter
| Nummer | Name                          | Amtsantritt | Beendigung | Bemerkung |
| ------ | ----------------------------- | ----------- | ---------- | --- |
| 1      | David Humphreys               | 1791        | 1797       | galt als Vertrauter von George Washington |
| 2      | William L. Smith              | 1797        | 1801       | |
| 3      | Thomas Sumter Jr.             | 1809        | 1819       | |
| 4      | John Graham                   | 1819        | 1820       | Im Jahr 1817 war er kurzzeitig kommissarischer Außenminister der Vereinigten Staaten (unter Präsident James Monroe)                          |
| 5      | John James Appleton           | 1820        | 1821       | |
| 6      | Henry Dearborn                | 1822        | 1824       | war 1801 bis 1809 Kriegsminister der USA (unter Präsident Thomas Jefferson)                                                                  |
| 7      | Thomas Ludwell Lee Brent      | 1825        | 1834       | |
| 8      | Edward Kavanagh               | 1835        | 1841       | |
| 9      | Washington Barrow             | 1841        | 1844       | zwischen 1847 und 1849 vertrat er den Bundesstaat Tennessee im US-Repräsentantenhaus.                                                        |
| 10     | Abraham Rencher               | 1844        | 1847       | |
| 11     | George Washington Hopkins     | 1847        | 1849       | zwischen 1835 und 1859 vertrat er zweimal den Bundesstaat Virginia im US-Repräsentantenhaus.                                                 |
| 12     | James Brown Clay              | 1849        | 1850       | zwischen 1857 und 1859 vertrat er den Bundesstaat Kentucky im US-Repräsentantenhaus.                                                         |
| 13     | Charles Brickett Haddock      | 1850        | 1854       | |
| 14     | John L. O’Sullivan            | 1854        | 1858       | |
| 15     | George W. Morgan              | 1858        | 1861       | zwischen 1867 und 1873 vertrat er zweimal den Bundesstaat Ohio im US-Repräsentantenhaus.                                                     |
| 16     | James E. Harvey               | 1861        | 1869       | |
| 17     | Samuel Shellabarger           | 1869        | 1870       | zwischen 1861 und 1873 vertrat er dreimal den Bundesstaat Ohio im US-Repräsentantenhaus.                                                     |
| 18     | Charles Hance Lewis           | 1870        | 1875       | |
| 19     | Benjamin Moran                | 1875        | 1882       | |
| 20     | John M. Francis               | 1882        | 1884       | |
| 21     | Lewis Richmond                | 1884        | 1885       | |
| 22     | Edward Parke Custis Lewis     | 1885        | 1889       | |
| 23     | George B. Loring              | 1889        | 1890       | zwischen 1877 und 1881 vertrat er den Bundesstaat Massachusetts im US-Repräsentantenhaus.                                                    |
| 24     | George Sherman Batcheller     | 1890        | 1892       | |
| 25     | Gilbert A. Pierce             | 1893        | 1893       | von 1884 bis 1886 Gouverneur des Dakota-Territoriums. Später gehörte er als Vertreter von North Dakota dem Senat der Vereinigten Staaten an. |
| 26     | George William Caruth         | 1894        | 1897       | |
| 27     | Lawrence Townsend             | 1897        | 1899       | |
| 28     | John N. Irwin                 | 1899        | 1901       | von 1883 bis 1884 Gouverneur des Idaho-Territoriums und von 1890 bis 1892 des Arizona-Territoriums.                                          |
| 29     | Francis B. Loomis             | 1901        | 1902       | |
| 30     | Charles Page Bryan            | 1903        | 1910       | |
| 31     | Henry Gage                    | 1910        | 1910       | zuvor Gouverneur von Kalifornien |
| 32     | Edwin Vernon Morgan           | 1911        | 1912       | |
| 33     | Cyrus Woods                   | 1912        | 1913       | |
| 34     | Thomas Howard Birch           | 1913        | 1922       | |
| 35     | Fred Morris Dearing           | 1922        | 1930       | |
| 36     | John Glover South             | 1930        | 1933       | |
| 37     | Robert Granville Caldwell     | 1933        | 1937       | |
| 38     | Herbert Pell                  | 1937        | 1941       | von 1919 bis 1921 vertrat er den Bundesstaat New York im US-Repräsentantenhaus                                                               |
| 39     | Bert Fish                     | 1941        | 1943       | |
| 40     | Raymond Henry Norweb          | 1943        | 1945       | |
| 41     | Herman B. Baruch              | 1945        | 1947       | |
| 42     | John Cooper Wiley             | 1947        | 1948       | |
| 43     | Lincoln MacVeagh              | 1948        | 1952       | |
| 44     | Cavendish W. Cannon           | 1952        | 1953       | |
| 45     | Meyer Robert Guggenheim       | 1953        | 1954       | Mitglied der bekannten Familie Guggenheim |
| 46     | James C. H. Bonbright         | 1955        | 1958       | |
| 47     | Charles Burke Elbrick         | 1958        | 1963       | |
| 48     | George Whelan Anderson junior | 1963        | 1966       | war von 1961 bis 1963 Chief of Naval Operations                                                                                              |
| 49     | William Tapley Bennett junior | 1966        | 1969       | |
| 50     | Ridgway B. Knight             | 1969        | 1973       | |
| 51     | Stuart Nash Scott             | 1974        | 1975       | |
| 52     | Frank Carlucci                | 1975        | 1978       | von 1987 bis 1989 Verteidigungsminister der Vereinigten Staaten. Von 1986 bis 1987 Nationaler Sicherheitsberater.                            |
| 53     | Richard J. Bloomfield         | 1978        | 1982       | |
| 54     | H. Allen Holmes               | 1982        | 1985       | |
| 55     | Frank Shakespeare             | 1985        | 1986       | |
| 56     | Edward Morgan Rowell          | 1988        | 1990       | |
| 57     | Everett Briggs                | 1990        | 1993       | |
| 58     | Sharon P. Wilkinson           | 1993        | 1994       | |
| 59     | Elizabeth Frawley Bagley      | 1994        | 1997       | |
| 60     | Gerald S. McGowan             | 1998        | 2001       | |
| 61     | John N. Palmer                | 2001        | 2004       | |
| 62     | Al Hoffman Jr.                | 2005        | 2007       | |
| 63     | Thomas F. Stephenson          | 2007        | 2009       | |
| 64     | Allan J. Katz                 | 2010        | 2013       | |
| 65     | Robert A. Sherman             | 2014        | 2017       | |
| 66     | George Edward Glass           | 2017        | 2021       | |
| 67     | Randi Levine                  | seit 2022   |            | |